# Pilatovci
Pilatovci este un sat din comuna Nikšić, Muntenegru. Conform datelor de la recensământul din 2003, localitatea are 136 de locuitori (la recensământul din 1991 erau 152 de locuitori).

## Demografie
În satul Pilatovci locuiesc 111 persoane adulte, iar vârsta medie a populației este de 43,4 de ani (40,6 la bărbați și 45,7 la femei). În localitate sunt 37 de gospodării, iar numărul mediu de membri în gospodărie este de 3,68.
Populația localității este foarte eterogenă.
|  |

| Demografie | Demografie | Demografie |
| An         | Locuitori  | Locuitori  |
| ---------- | ---------- | ---------- |
|            |            |            |
|            |            |            |
|            |            |            |
|            |            |            |
| 1948       | 240        |            |
| 1953       | 273        |            |
| 1961       | 267        |            |
| 1971       | 206        |            |
| 1981       | 172        |            |
| 1991       | 152        | 152        |
| 2003       | 139        | 136        |

| \| Componența etnică conform recensământului din 2003[2] \| Componența etnică conform recensământului din 2003[2] \| Componența etnică conform recensământului din 2003[2] \| Componența etnică conform recensământului din 2003[2] \| Componența etnică conform recensământului din 2003[2] \| \| ----------------------------------------------------- \| ----------------------------------------------------- \| ----------------------------------------------------- \| ----------------------------------------------------- \| ----------------------------------------------------- \| \| \| \| \| \| \| \| Muntenegreni \| Muntenegreni \| \| 54 \| 39,7% \| \| Sârbi \| Sârbi \| \| 45 \| 33,08% \| \| necunoscută \| necunoscută \| \| 37 \| 27,2% \| |              |  |    |        |
| Componența etnică conform recensământului din 2003 |              |  |    |        |
| |              |  |    |        |
| Muntenegreni | Muntenegreni |  | 54 | 39,7%  |
| Sârbi | Sârbi        |  | 45 | 33,08% |
| necunoscută | necunoscută  |  | 37 | 27,2%  |